# Brattholmen (Lindås)
Pour les articles homonymes, voir Brattholmen (homonymie).
Brattholmen est une île dans le landskap Sunnhordland du comté de Vestland. Elle appartient administrativement à Lindås.

## Géographie
Rocheuse et couverte d'arbres, elle s'étend sur environ 180 m de longueur pour une largeur approximative de 125 m.